# Kamissa Camara
Pour les articles homonymes, voir Camara.
Kamissa Camara, née le 27 avril 1983 à Grenoble, est secrétaire général de la présidence de la République du Mali du 11 juin 2020 jusqu'à la chute du gouvernement de Ibrahim Boubacar Keita.
Elle fut ministre des Affaires étrangères et de la Coopération internationale du 9 septembre 2018 au 23 avril 2019, puis ministre de l'Économie numérique et de la Prospective de 5 mai 2019 au 11 juin 2020,.

## Biographie
Kamissa Camara est née en 1983 à Grenoble, de parents maliens ayant immigré en France dans les années 1970,. Son grand-père maternel était Aïbaber Touré, maire de la commune V et VI de Bamako de 1978 à 1991 et descendant des familles sonraï chérif Haidara et Touré du cercle de Goundam. Théoricien et défenseur de l'économie sociale, il a fondé puis présidé la Coopérative de consommation de Bamako de 1969 à 1993. Son père, Mahamadou Camara est issu des familles Keita et Camara dirigeantes de Siby .
Elle effectue des études supérieures en France jusqu'en 2007, à Grenoble et à Paris,.
Elle gagne ensuite les États-Unis, ayant obtenu une carte de résident permanent. Avec 3 000 dollars en poche, elle s'y installe puis obtient un premier travail à l’International Foundation for Electoral Systems (Ifes). Elle possède trois nationalités : malienne, française et américaine. Elle enchaîne ensuite des emplois dans son domaine de prédilection, les relations internationales et les politiques africaines, notamment ouest-africaines et sahéliennes. Elle est à l’initiative du Forum stratégique sur le Sahel, un groupe de réflexion sur les problématiques de la région du Sahel,.
Repérée par le pouvoir malien, elle devient, en juillet 2018 la conseillère diplomatique du Président malien Ibrahim Boubacar Keïta. Le 9 septembre 2018, elle est nommée, à 35 ans, ministre malienne des Affaires étrangères et de la Coopération internationale.
Le 5 mai 2019 elle est reconduite dans le gouvernement de Boubou Cissé en tant que ministre de l'Économie numérique et de la Prospective.
Le 11 juin 2020, Kamissa Camara est nommée secrétaire générale de la présidence de la République malienne.
Au cours de ses mandats, elle subit de nombreuses attaques de la presse et sur les réseaux sociaux,. Sa jeunesse, le fait qu'elle ne soit pas mariée, ses robes considérées trop occidentales, sa triple nationalité sont peu appréciés de l'opinion publique. Elle est notamment vivement critiquée pour avoir choisi d'accoucher de son premier enfant en 2019 en France chez ses parents, et non au Mali Elle n'a pour autant jamais répondu aux critiques et est toujours restée discrète. Son bilan demeure positif, principalement au ministère de l'économie numérique où elle met en avant et invite les jeunes à participer aux innovations technologiques.
À la suite du coup d'État de 2020, elle est assignée à résidence par la junte avec son enfant en bas âge. Cependant, elle bénéficie de la protection du nouveau président Bah N'Daw et de Assimi Goïta qui souhaitent la voir continuer à travailler pour le gouvernement, ses relations internationales pouvant leur être utiles. Par loyauté au président Keita et craignant pour la sécurité de sa famille, elle présente sa démission et rentre en France. Elle réside depuis à Washington DC et poursuit ses travaux dans la coopération internationale

## Carrière en relations internationales
- Consultante au Centre d'études africaines de l'université d’Harvard et au Foreign Policy Interrupted[15]
- Directrice Afrique de l’ONG PartnersGlobal[16]
- Vice-directrice des programmes Afrique de l'Ouest et du Centre au National Endowment for Democracy (NED[17],[18])
- Fondatrice et co-présidente du Sahel Strategy Forum[19]
- Directrice de programme (Assistance électorale en Afrique subsaharienne et dans les Caraïbes) pour la Fondation internationale pour les systèmes électoraux (IFES[20])